# 斯拉维沙·约卡诺维奇
史拉維沙·祖簡奴域（拉丁字母：Slaviša Jokanović，1968年8月16日—）是一名塞尔维亚前職業足球員，活躍於1990年代至2000年代早期。退役後擔任領隊。
祖簡奴域是一名踢法體力化的球員，亦具備一定的技巧，應付高空球的能力特佳，場上主要擔任防守中場。他在效力國內的柏迪遜取得亮麗的成績後，出國在西甲渡過7個球季，分別效力3支球隊，上陣208場及射入31球，期間主要為特內里費打拼。於球員黃昏期轉投車路士效力兩個球季。
祖簡奴域曾代表南斯拉夫參加1998年世界盃和2000年歐國盃。
自2014年10月祖簡奴域開始執教英冠球會屈福特，於帶領球隊取得聯賽亞軍及直接升班英超資格後，因增薪問題未能達成協議而於合約屆滿後離隊。於2015年6月執教特拉維夫馬卡比，並帶領球隊首度闖入歐聯分組賽階段。2015年12月27日，於球會同意支付36萬7仟英鎊賠償金後，祖簡奴域轉投英冠的富咸。祖簡奴域在2018年成功帶領富咸贏得英冠升班附加賽，再次回升英超，但首季帶領富咸在英超作賽戰績不佳，於2018年11月被會方辭退。

## 榮譽

### 球員
禾獲甸拿
- 南斯拉夫足球甲級聯賽：1988/89年

柏迪遜
- 南斯拉夫足球甲級聯賽：1992/93年
- 南斯拉夫盃：1991/92年

拉科魯尼亞
- 西班牙足球甲级联赛：1999/00年
- 西班牙超級盃：2000年

### 領隊
柏迪遜
- 塞尔维亚足球超级联赛冠軍：2007/08年、2008/09年
- 塞尔维亚杯冠軍：2007/08年、2008/09年

蒙通聯
- 泰国足球超级联赛冠軍：2012年

屈福特
- 英格蘭足球冠軍聯賽亞軍：2014/15年（升班英超）

個人
- 塞爾維亞年度最佳教練：2008年

## 外部連結
- Stats at Liga de Fútbol Profesional （页面存档备份，存于） （西班牙文）
- BDFutbol profile （页面存档备份，存于）
- 足球数据库：斯拉维沙·约卡诺维奇的球员统计数据
- National team data （页面存档备份，存于） （塞爾維亞文）
- 斯拉维沙·约卡诺维奇在 National-Football-Teams.com 上的出场纪录
- Levski Sofia official profile （页面存档备份，存于）